# بوشرود واشنطن
بوشرود واشنطن (بالإنجليزية: Bushrod Washington) (و. 1762 – 1829 م) هو قاض من الولايات المتحدة الأمريكية ولد في مقاطعة ويستمورلاند.